# Plectris vicina
Plectris vicina är en skalbaggsart som beskrevs av Frey 1967. Plectris vicina ingår i släktet Plectris och familjen Melolonthidae. Inga underarter finns listade i Catalogue of Life.